# Äne
Äne är en ort i Vårgårda kommun i Västra Götalands län.
I Äne finns det en EFS-kyrka och även gravar från stenåldern som ger bevis för att det har bott människor i byn under flera tusen år.
Äne ligger nära Remmene skjutfält, som lades ned 2003 men som åter kom i bruk 2008.